# Rio Grande Plate

## Origen
Río Grande Plate (en español Plato Río Grande) fue una serie de juegos de fútbol internacional de carácter amistoso que se celebró en Estados Unidos,  organizada por directivos del FC Dallas y Tigres UANL.

## Historia
El torneo tuvo lugar en el mes de febrero del 2006. Los primeros tres torneos se jugaron en Estados Unidos, en el estadio Pizza Hut Park. En 2008 se rompieron los lazos entre ambos equipos, pero en el 2011 se volvieron a asociar como resultado de una renovación del acuerdo para el intercambio de jugadores de fuerzas básicas tanto del primer como del segundo equipo. El formato de competición surgido tras este nuevo acercamiento consistió en el desarrollo de dos partidos: uno de ida y otro de vuelta. 

## El Trofeo
El trofeo es un plato de plata con el emblema de dos jugadores, uno del FC Dallas y otro del Tigres UANL jugando.

## Formato
El torneo se jugaba a partidos de ida y vuelta en los estadios de ambos equipos, proclamándose campeón el que ganaba el marcador global. De persistir el empate global al término del segundo partido, el campeón se definía desde los tiros de penal; lo cual ocurrió en 3 ocasiones.

## Torneos
| Año           | Campeón     | Subcampeón  |
| 2005 RGP 2006 | FC Dallas   | Tigres UANL |
| 2007 RGP 2007 | Tigres UANL | FC Dallas   |
| 2008 RGP 2008 | Tigres UANL | FC Dallas   |
| 2011 RGP 2011 | FC Dallas   | Tigres UANL |

### Río Grande Plate 2006
|  |               |       |  |  |
|  | Tigres UANL   | 2 (4) |  |  |
|  | FC Dallas (p) | 2 (5) |  |  |

### Río Grande Plate 2007
|  |             |   |  |  |
|  | Tigres UANL | 3 |  |  |
|  | FC Dallas   | 0 |  |  |

### Río Grande Plate 2008
|  |                 |       |  |  |
|  | Tigres UANL (p) | 4 (3) |  |  |
|  | FC Dallas       | 4 (1) |  |  |

### Río Grande Plate 2011
|  |               |   |       |  |
|  | Tigres UANL   | 2 | 1 (5) |  |
|  | FC Dallas (p) | 1 | 2 (6) |  |

## Resultados

### Por club
| Club        | Campeonatos (años) | Subcampeonatos (años) |
| ----------- | ------------------ | --------------------- |
| Tigres UANL | 2 (2007, 2008)     | 2 (2006, 2011)        |
| FC Dallas   | 2 (2006, 2011)     | 2 (2007, 2008)        |

### Por país
| País           | Campeonatos (años) | Subcampeonatos (años) |
| -------------- | ------------------ | --------------------- |
| México         | 2 (2007, 2008)     | 2 (2006, 2011)        |
| Estados Unidos | 2 (2006, 2011)     | 2 (2007, 2008)        |